# Oust-Bargouzine
Oust-Bargouzine (en russe : Усть-Баргузи́н ; en bouriate : Баргажанай-Адаг) est une commune urbaine de la république de Bouriatie, en Russie. Sa population est de 7 173 habitants en 2010.

## Géographie
Oust-Bargouzine est située sur la rive orientale du lac Baïkal, à l'embouchure de la rivière Bargouzine. Elle se trouve à 200 km au nord-est d'Oulan-Oude, la capitale de la république, et à 4 400 km à l'est de Moscou.

## Histoire
La localité est fondée en 1666 par un détachement cosaque mené par Gavril Lovzov. Elle devient commune urbaine en 1938.

## Population
| 1959* | 1970* | 1979* | 1989* | 2002* | 2010* |
| ----- | ----- | ----- | ----- | ----- | ----- |
| 8 132 | 6 504 | 7 338 | 7 204 | 7 329 | 7 173 |

## Économie
Oust-Bargouzine est une ville portuaire du lac Baïkal. Elle est aussi la ville qui constitue l'une des portes d'entrée de la réserve naturelle de Bargouzine située à 40 km au nord.